# Аркологія

NOAH — проєкт самодостатньої конструкції для Нового Орлеану

Арколо́гія (слово-гібрид із двох слів: архітектура і екологія) — архітектурна концепція, що враховує екологічні фактори при проєктуванні середовищ існування людини.
Основні принципи аркології розвинені італо-американським архітектором Паоло Солері. У більш вузькому сенсі під аркологією розуміють ідею про те, що шляхом зведення великих, самодостатніх, добре спланованих, багаторівневих конструкцій (гіперструктур), що вміщають в себе населення цілого міста, можна зменшити негативний вплив поселень на довкілля. Гіперструктури також називаються аркологіями.

## Розвиток ідеї аркології
На думку автора ідеї, в процесі урбанізації міські поселення спочатку займають невиправдано велику територію, завдаючи тим самим шкоду довкіллю, а потім зайнятий простір витрачається нераціонально в процесі ущільнення населення. Незважаючи на те, що центральним елементом ідеї є зменшення займаної площі шляхом перенесення поселення в тривимірну гіперструктуру, Солері не обмежується лише екологічними міркуваннями і розвиває ідею і в соціальному напрямку, припускаючи, що заново побудовані гіперструктури сприятимуть кращому плануванню, максимальній самодостатності та найбільшому використанню громадського транспорту, що в сумі дозволить підвищити густоту населення, уникаючи при цьому класичних проблем великих міст. Ідеї Солері викладені в його книзі «Аркологія: Град за образом і подобою людині» (Arcology: The City in the Image of Man).
Необхідно відзначити, що Солері не є оригінальним автором ідеї. Перша згадка аркології датується 1899-м роком і відноситься до науково-фантастичного роману «Коли Сплячий прокинеться», написаному  Гербертом Веллсом.

## Спроби реалізації

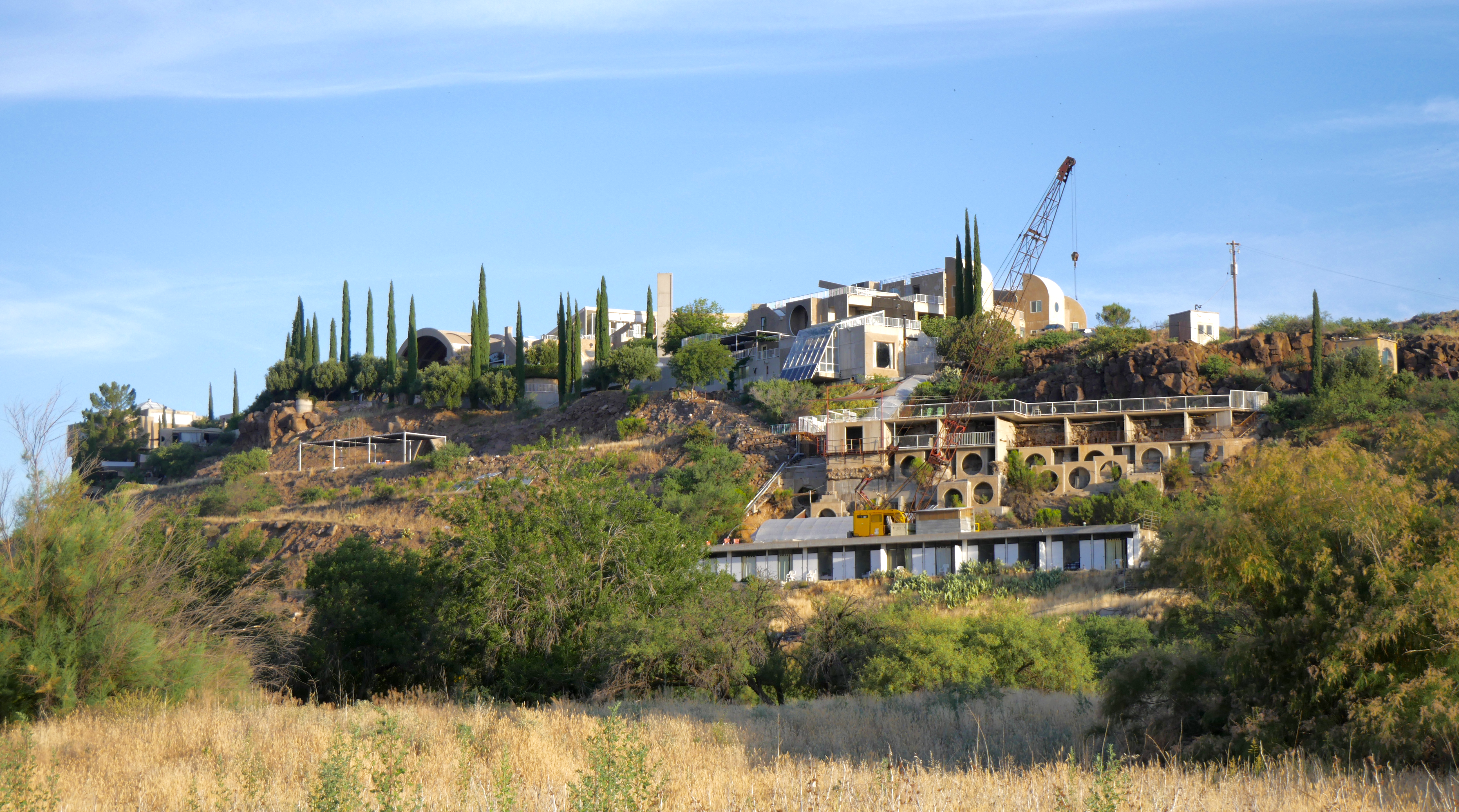
Місто Арконсанті

На даний момент єдиною практичною реалізацією аркології є проєкт Аркосанті — спроєктоване самим Солері експериментальне місто в  штаті Аризона,  США, що зводиться з 1970-го року переважно силами студентів-добровольців. Незважаючи на проєктну місткість від 3000 до 5000 чоловік, населення міста на даний момент коливається між 70 і 120 особами, залежно від кількості працюючих добровольців. На практиці проєкт служить освітнім і туристичним цілям (в середньому близько 50 тисяч туристів на рік).
Існує низка реалізованих проєктів, які можна класифікувати як протоаркології — тобто структури, що включають в себе елементи аркології на зародковому рівні. Типово це великі житлові комплекси із вбудованими в них пунктами обслуговування населення. Як приклади можна навести найбільший у світі житловий кооператив Co-op City в районі Бронкс міста Нью-Йорк,  США, система критих надземних тротуарів +15 в місті Калгарі, Канада, а також різні полярні станції, вимушені підтримувати автономність протягом тривалого часу.
Ще більша кількість проєктів (напр. токійський X-Seed 4000) так і залишається на папері. Аркології також є популярним об'єктом в науково-фантастичній літературі, кінематографі та відеоіграх.